# مینتینگ
مینتینگ (به انگلیسی: Minting) یک روستا و محله مدنی در بریتانیا است که در لیندسی شرقی واقع شده‌است. مینتینگ ۲۸۶ نفر جمعیت دارد.